# Mačevanje na OI 1976.
Mačevanje na OI 1976. u Montrealu održavalo se od 20. srpnja do 29. srpnja. Održano je u šest disciplina za muškarce: floret pojedinačno i momčadski, sablja pojedinačno i momčadski te mač pojedinačno i momčadski i jedna disciplina za žene: floret pojedinačno i ekpino. Sudjelovalo je 281 natjecatelja (211 muškarca i 70 žena) iz 34 zemalja.

## Natjecanje
Muškarci
| Disciplina         | Zlato                                                                               | Srebro                                                                                       | Bronca                                                                              |
| Mač pojedinačno    | Alexander Pusch                                                                     | Hans-Jürgen Hehn                                                                             | Gyözö Kulcsar                                                                       |
| Mač momčadski      | Carl von Essen Hans Jacobson Rolf Edling Leif Högström Göran Flodström              | Alexander Pusch Hans-Jürgen Hehn Reinhold Behr Volker Fischer Hanns Jana                     | François Suchanecki Michel Poffet Daniel Giger Christian Kauter Jean-Blaise Evequoz |
| Floret pojedinačno | Fabio dal Zotto                                                                     | Aleksander Romankov                                                                          | Bernard Talvard                                                                     |
| Floret momčadski   | Matthias Behr Thomas Bach Harald Hein Klaus Reichert Erik Sens-Gorius               | Fabio dal Zotto Carlo Montano Stefano Simoncelli Giovanni Battista Coletti Attilio Calatroni | Christian Noël Bernard Talvard Didier Flament Frederic Pietruszka Daniel Revenu     |
| Sablja pojedinačno | Viktor Krovopuskov                                                                  | Vladimir Nazlymov                                                                            | Viktor Sidyak                                                                       |
| Sablja momčadski   | Viktor Krovopuskov Eduard Vinokurov Viktor Sidyak Vladimir Nazlymov Mikhail Burtsev | Mario Aldo Montano Michele Maffei Angelo Arcidiacono Tommaso Montano Mario Tullio Montano    | Daniel Irimiciuc Ioan Pop Marin Mustata Corneliu Marin Alexandru Nilca              |

Žene
| Disciplina         | Zlato                                                                                     | Srebro | Bronca                                                                           |
| Floret pojedinačno | Ildikó Schwarczenberger                                                                   | Maria Consolata Collino                                                                                       | Elena Novikova-Belova                                                            |
| Floret ekipno      | Elena Novikova-Belova Olga Knyazeva Valentina Sidorova Nailia Gilizova Valentina Nikonova | Brigitte Latrille-Gaudin Brigitte Gapais-Dumont Christine Muzio Veronique Trinquet Claudette Herbster-Josland | Ildikó Schwarczenberger Edit Kovács Magda Maros Ildikó Újlaky-Rejtő Ildikó Bóbis |

## Države sudionice
281 natjecatelj iz 34 države se natjecalo na Olimpijskim igrama u Montrealu:
| - Argentina (7) - Australija (3) - Austrija (5) - Belgija (4) - Brazil (1) - Bugarska (5) - Čehoslovačka (3) - Danska (1) - Njemačka Demokratska Republika (1) - Finska (4) - Francuska (18) - Hong Kong (4) | - Iran (13) - Italija (18) - Izrael (1) - Japan (8) - Kanada (13) - NR Kina (1) - Kuba (13) - Kuvajt (4) - Luksemburg (2) - Mađarska (18) - Norveška (5) | - Paragvaj (1) - Poljska (18) - Portoriko (4) - Rumunjska (18) - SAD (18) - SSSR (18) - Švedska (7) - Švicarska (6) - Tajland (5) - Ujedinjeno Kraljevstvo (18) - Zapadna Njemačka (16) |

## Medalje
| Br. | Država           | Zlato | Srebro | Bronca | Ukupno |
| 1.  | SSSR             | 3     | 2      | 2      | 7      |
| 2.  | Zapadna Njemačka | 2     | 2      | 0      | 4      |
| 3.  | Italija          | 1     | 3      | 0      | 4      |
| 4.  | Mađarska         | 1     | 0      | 2      | 3      |
| 5.  | Švedska          | 1     | 0      | 0      | 1      |
| 6.  | Francuska        | 0     | 1      | 2      | 3      |
| 7.  | Rumunjska        | 0     | 0      | 1      | 1      |
| 7.  | Švicarska        | 0     | 0      | 1      | 1      |